# Spółgłoska zwarta podniebienna dźwięczna
Spółgłoska zwarta podniebienna dźwięczna – rodzaj dźwięku spółgłoskowego występujący w językach naturalnych, oznaczany w międzynarodowej transkrypcji fonetycznej IPA symbolem [ɟ].

## Artykulacja

### Opis
W czasie artykulacji tej spółgłoski:
- modulowany jest strumień powietrza wydychany z płuc, czyli jest to spółgłoska płucna egresywna
- tylna część podniebienia miękkiego zamyka dostęp do jamy nosowej, jest to spółgłoska ustna
- prąd powietrza w jamie ustnej uchodzi wzdłuż środkowej linii języka – spółgłoska środkowa
- środkowa część języka dotyka podniebienia twardego – jest to spółgłoska podniebienna
- dochodzi do całkowitego zablokowania przepływu powietrza przez jamę ustną i nosową, a następnie do przerwania utworzonej blokady i wybuchu (plozji) – jest to spółgłoska zwarta
- wiązadła głosowe periodycznie drgają – spółgłoska ta jest dźwięczna

### Warianty
Opisanej powyżej artykulacji może towarzyszyć dodatkowo:
- przewężenie w gardle, mówimy wtedy o spółgłosce faryngalizowanej spółgłosce: [ɟˤ]
- zaokrąglenie warg, mówimy wtedy o labializowanej spółgłosce [ɟʷ]

Spółgłoska może być wymówiona:
- z rozwarciem bez plozji, mówimy wtedy o spółgłosce bez plozji: [ɟ̚].
- tylko częściowo dźwięcznie, mówimy wtedy o spółgłosce ubezdźwięcznionej: [ɟ̥]
- dysząco dźwięcznie: [ɟʱ]

## Przykłady
- w języku baskijskim: anddere [anɟeɾe] „lalka”
- w języku czeskim: dělám [ɟɛlaːm] „robię”
- w języku łotewskim: ģimene ['ɟimene] „rodzina”
- w języku węgierskim: gyerek ['ɟerek] „dziecko”

W polskich transkrypcjach miękki odpowiednik spółgłoski /g/ jest często oznaczany, dla łatwiejszego odróżnienia, symbolem ⟨ɟ⟩, jednak nie jest on podniebienny, a prewelarny, dlatego w wąskiej transkrypcji dokładniejszym zapisem jest ⟨ɡ̟⟩ lub ⟨ɡʲ⟩. Podobna konwencja stosowana jest w przypadku jej bezdźwięcznych odpowiedników, zwartego oraz szczelinowego, zapisywanych jako ⟨c⟩ i ⟨ç⟩.